# Kolu, Järvamaa
Kolu är en ort i Estland. Den ligger i Türi kommun och landskapet Järvamaa, i den centrala delen av landet, 80 km söder om huvudstaden Tallinn. Kolu ligger 57 meter över havet och antalet invånare är 130.
Terrängen runt Kolu är mycket platt. Runt Kolu är det glesbefolkat, med 10 invånare per kvadratkilometer. Närmaste större samhälle är Paide, 19,3 km nordost om Kolu. I omgivningarna runt Kolu växer i huvudsak blandskog.